# Pará (Fußballspieler, 1986)
Marcos Rogério Ricci Lopes, genannt Pará, (* 14. Februar 1986 in São João do Araguaia, Pará) ist ein ehemaliger brasilianischer Fußballspieler. Der Rechtsfuß wurde alternativ auf der rechten oder linken Abwehrseite eingesetzt.

## Karriere
Pará begann seine Laufbahn in der Jugendabteilung von EC Santo André. Bei diesem schaffte der Spieler 2004 auch den Sprung in den Profikader, kam allerdings erst 2006 zu ersten Einsätzen. Den Sprung auf in die Série A schaffte der Spieler mit seinem Wechsel zum FC Santos 2008. Hier bestritt er sein erstes Ligaspiel am 4. September gegen den EC Vitória. Sein erstes Erstligator erzielte er bereits zwei Spieltage später am 20. September gegen den Goiás EC. Den ersten Auftritt auf internationaler Klubebene hatte Pará in der Copa Sudamericana 2010, am 13. August spielte er hier gegen den Avaí FC. Diesen Wettbewerb konnte Pará 2011 mit Santos gewinnen. Dieser Erfolg trug den Klub zur FIFA-Klub-Weltmeisterschaft 2011. Die Mannschaft unterlag hier im Finale dem FC Barcelona, Pará erhielt keine Einsätze.

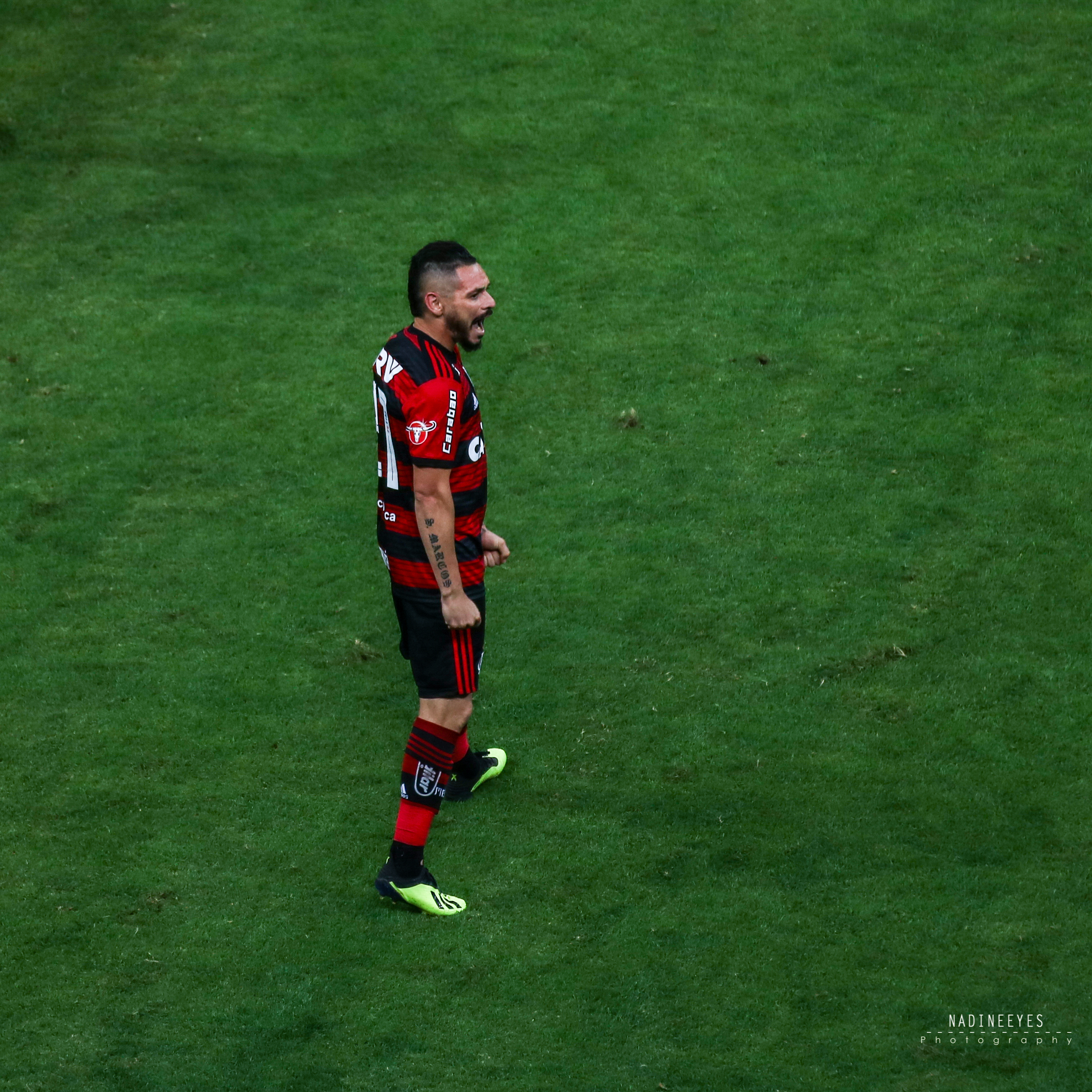
Pará 2018 im Meisterschaftsspiel gegen Vasco

2012 ging Pará zunächst noch mit Santos in die Saison, wechselte aber noch zu Grêmio FBPA. Nach zwei Spielzeiten wechselte der Spieler 2014 zum CR Flamengo. Bei Flamengo entwickelte Pará sich zum Stammspieler. In seiner Zeit bei dem Klub blieben die großen Erfolge aber aus. Nachdem Flamengo im Juli 2019 den ehemaligen Bayern-München-Spieler Rafinha verpflichtet hatte, verlor er seinen Platz in der Startelf. Im August 2019 wechselte Pará daraufhin zurück zu Santos. Der Kontrakt erhielt eine Laufzeit bis Ende 2020. Nachdem der Vertrag um ein Jahr verlängert worden war, verließ Pará den Klub Ende 2021. Im April 2022 erhielt der Spieler einen neuen Vertrag beim Brusque FC. Mit dem Klub trat er in der Série B 2022 an (24 Spiele, kein Tor). Für die Austragung der Staatsmeisterschaft von São Paulo 2023 erhielt Pará nochmals einen Kontrakt bei der Associação Portuguesa de Desportos. Danach beendete er seine aktive Laufbahn.

## Erfolge
Santo André
- Copa do Brasil: 2004

Santos
- Staatsmeisterschaft von São Paulo: 2010, 2011
- Copa do Brasil: 2010
- Copa Libertadores: 2011

Flamengo
- Staatsmeisterschaft von Rio de Janeiro: 2017, 2019
- Taça Guanabara: 2018
- Taça Rio: 2019